# HMS Birmingham (C19)
A HMS Birmingham a Brit Királyi Haditengerészet Town osztályú könnyűcirkálója volt a második világháború alatt. Ez volt a második hajó, ami ezt a nevet viselte; egyúttal ez volt a Southampton-alosztály ötödik és egyben utolsó tagja. Elkészülte után a világháború kitöréséig Kínában állomásozott.

## A háború korai szakaszában

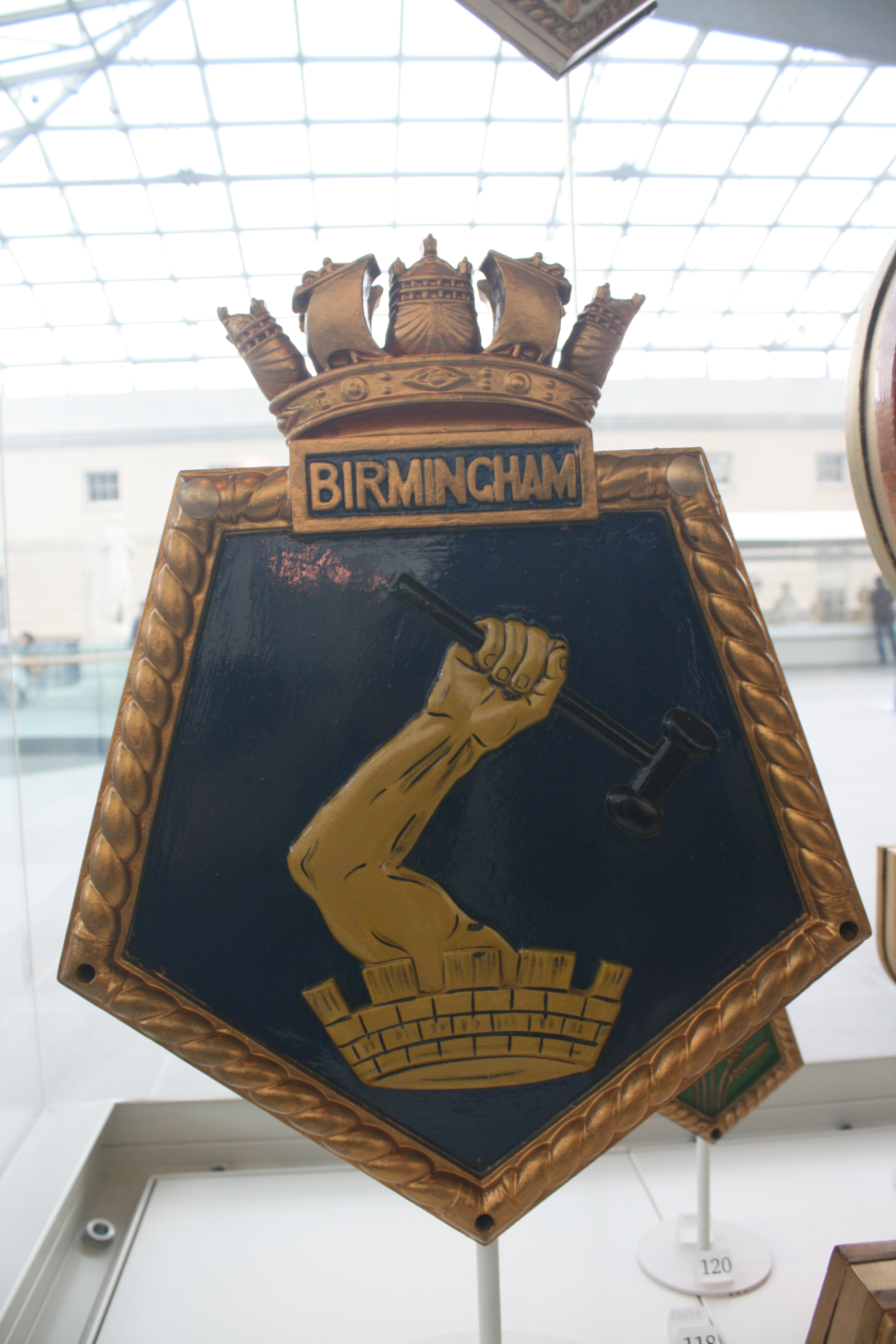
A hajó jelvénye a Nemzeti Haditengerészeti Múzeumban

A háború kitörésekor hazarendelték a Távol-Keletről; hazaúton Máltán apróbb javításokat végeztek rajta és feltöltötték a készleteit. Hazatértekor, 1940 márciusában csatlakozott a 18. Cirkáló Századhoz, és főleg Norvégia partjainál őrjáratozott vagy üldözte el a német halászhajókat. 1940 áprilisában részt vett a Norvégia megszállását megakadályozni hivatott szövetséges hadműveletekben. Április közepén a Birmingham, a HMS Manchester és a HMS Cairo katonákat szállítottak Norvégiába; májusban viszont - ismét a Manchesterrel - 1500 katonát evakuáltak Åndalsnesből. Ezután hazatért és szeptembertől decemberig ismét javításon esett át.
1941 januártól áprilisig katonahajókat kísért a Jóreménység fokán keresztül a Közel-Keletre. Májusban ismét hazai vizeken szolgált és részt vett mind a Bismarck, mind a Prinz Eugen üldözésében. A Birmingham ezután a WS-9A konvojt kísérte Dél-Afrikába, ahova július 4-én biztonságosan meg is érkeztek. Ezután Simonstown-ban szárazdokkba vonult, hogy különböző javításokat végezhessenek rajta; ekkor kapta meg a Type 284 (főfegyverzetet irányító) és 291 (légvédelmi) radarokat, illetve újabb légvédelmi fegyvereket.

## Szolgálat a Földközi-tengeren és hazai vizeken
Mikor végeztek a javításokkal 1942 februárban, a Birmingham-et áthelyezték a Távol-Keleti Flottához. Júniusban azonban ismét áthelyezték, ezúttal a Földközi-tengerre, a 4. Cirkáló Századhoz. Részt vett a Gibraltárról és Alexandriából Máltára tartó konvojok fedezésében, a "Harpoon"- és "Vigorous"-hadműveletekben. Márciusban 15 db német Ju 87-es támadta meg, és bár találatot nem kapott, a mellette felrobbanó bombák több helyen károkat okoztak. Szeptemberben ismét visszatért az Indiai-óceánra, ahol Madagaszkár visszafoglalásánál segítette a partraszálló szövetséges erőket. Novemberben a Mahajanga nyugati partjánál partra szálló 10. Tengerészgyalogos Brigád konvoját kísérte az akció helyszínére; a levegőből a HMS Illustrious anyahajó gépei segítettek.

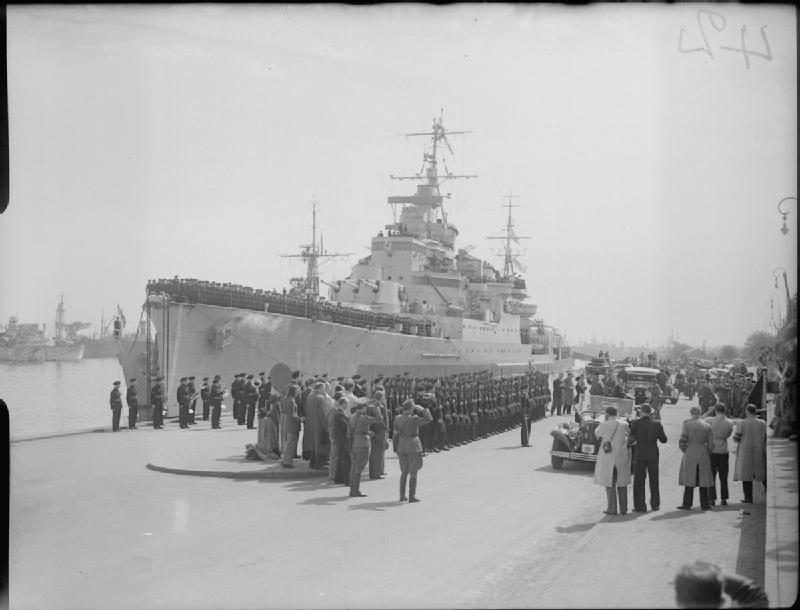
Bernard Montgomery marsall tiszteleg az autójából ahogy elhaladnak a díszsorfalat álló tengerészgyalogosok előtt. A rakparton horgonyzó Birmingham fedélzetén a legénysége sorakozik. A kép nem sokkal Koppenhága felszabadítása után készült

1943 áprilisában a Birmingham ismét egy javításon esett át Plymouth-ban, mely egészen októberig tartott, majd visszatért a Földközi-tengerre. November 28-án az U-407 megtorpedózta Cyrenaica partjai mellett. Súlyosan megsérült, de sikerült elérnie Alexandriáig, ahol ideiglenes javításokat végeztek rajta. A teljes javítást Norfolkban végezték el, 1944 júniustól novemberig; ekkor szerelték ki az "X" lövegét (a hátsó kettő közül a feljebb lévő), hogy légvédelmi fegyverzetét megerősíthessék. Hazatérte után a 10. Cirkáló Századhoz osztották Scapa Flow-ba.
1945 májusában, mikor a háború már a végéhez közeledett, a Birmingham, a HMS Dido és több romboló elindult a Balti-tenger felé, hogy felszabadítsák a kikötőket. Az aknamezővel védett Skagerrak-tengerszoroson átjutva május 9-én értek Koppenhágába, ahol a Prinz Eugen és a Nürnberg is harc nélkül megadta magát. Május 13-án a HMS Devonshire váltotta le.

## Háború utáni szolgálat
1948-ban a Birminghem a Dél-Atlanti Parancsnoksághoz került, majd áthelyezték a 4. Cirkáló Századhoz a Távol-Keleti Flotta kötelékébe. 1950-től egy két évig tartó korszerűsítésen esett át, melynek keretében új radartornyot kapott, a 4"-es (100 mm) lövegek irányításához 2 db Mark 6-os radart, melyeket a volt hangár sarkaira helyeztek; ezen felül átalakították a parancsnoki hidat és légkondicionálóval is felszerelték, aminek köszönhetően alkalmas lett szolgálatra a trópusi vidékeken is. Ekkor korszerűsítették utoljára, mert túl öregnek tartották egy nagyobb mérvű átalakításhoz.
A javítás befejezése után visszakerült a Távol-Keletre, az 5. Cirkáló Századhoz. Részt vett a Koreai háborúban, ahol 1051 db 6"-es (152 mm) töltényt lőtt el. A Birmingham, a Newcastle és két fregatt segítségével sikerült több ezer koreait kimentenie az amerikai katonáknak a sziget északnyugati részéről.
1955-ben áthelyezték az 1. Cirkáló Századhoz a Földközi-tengerre. 1956-ban rajta forgatták a "The Baby and the Battleship", azaz "A csecsemő és a hadihajó" című filmet. Még ugyanebben az évben ismét filmesek lepték el, méghozzá a "River Plate-i csata" forgatása miatt. A filmben látható egy 1931-ben festett full aktkép, a The Bane, melyet a Birminghami Szépművészeti Múzeum adott kölcsönbe a hajónak. Ez az 1957-es Cannes-i Filmfesztiválon hosszú ideig beszédtéma volt.
1957 júniusában egyike volt annak a hét hajónak, ami részt vett a Törökország Fekete-tengeri kikötőinél végzett hadgyakorlaton, mely ellen a Szovjetunió erősen tiltakozott. 1959 májusában összeütközött a HMS Delight rombolóval Máltánál; két tengerész halt meg, miután füstmérgezést kaptak mikor a hajó víz alatti részének sérüléseit kutatták.
1959. december 3-án szerelt le Plymouth-ban. Ez volt az utolsó az osztályából, amely ekkor még szolgálatban volt. 1960 márciusában selejtlistára került, szeptember 7-én pedig megérkezett T. W. Ward bontótelepére Inverkeithing-be. A hajó egyik jelvénye még mindig látható annak a Simonstown-i szárazdokknak a falán, ahol 1941-ben javításon esett át.

## Fordítás
Ez a szócikk részben vagy egészben  a   HMS Birmingham (C19) című angol Wikipédia-szócikk fordításán alapul.  Az eredeti cikk szerkesztőit annak laptörténete sorolja fel. Ez a jelzés csupán a megfogalmazás eredetét és a szerzői jogokat jelzi, nem szolgál a cikkben szereplő információk forrásmegjelöléseként.

## Külső hivatkozások
HMS Birmingham (angol)

A Birmingham FC látogatást tesz a hajón, 1938

A Birmingham az 1957-es Cannes-i Filmfesztiválon